# مهدي هاشمي رفسنجاني
مهدي هاشمي رفسنجاني (بالفارسية: مهدی هاشمی رفسنجانی) (و. 1969 – م) هو رائد أعمال من إيران ولد في طهران.

## التعليم
تعلم في جامعة طهران، وجامعة الصنعتی شریف.